# 光稃茅香
光稃茅香（学名：Hierochloe glabra）是一种禾本科植物。这种植物在中国分布在东北的西部、河北、青海以及新疆的天山、乌鲁木齐；此外分布在东西伯利亚、乌苏里地区、蒙古、朝鲜及日本等地。